# Leptophis
Leptophis är ett släkte av ormar. Leptophis ingår i familjen snokar.
Arterna är långa och smala ormar. Släktmedlemmarna har oftast en intensiv grön ovansida. De förekommer i Amerika från nordöstra Mexiko till Argentina. Habitatet varierar beroende på art. Flera släktmedlemmar klättrar på träd. Individerna är aktiva på dagen och jagar groddjur, ödlor, andra ormar, små fåglar och små däggdjur. Honor lägger ägg.
Huggtänderna sitter längre bak i käken och det giftiga bettet orsakar inga allvarliga besvär hos människor. Exemplar som känner sig hotade öppnar munnen så att det blåa svalget blir synlig.
Arter enligt Catalogue of Life:
- Leptophis ahaetulla
- Leptophis cupreus
- Leptophis depressirostris
- Leptophis diplotropis
- Leptophis mexicanus
- Leptophis modestus
- Leptophis nebulosus
- Leptophis riveti
- Leptophis santamartensis
- Leptophis stimsoni

Året 2013 tillkom Leptophis haileyi i släktet.